# Enteropogon longiaristatus
Enteropogon longiaristatus är en gräsart som först beskrevs av Diana Margaret Napper, och fick sitt nu gällande namn av Clayton. Enteropogon longiaristatus ingår i släktet Enteropogon och familjen gräs.
Artens utbredningsområde är Tanzania. Inga underarter finns listade i Catalogue of Life.